# 33. hrvatska divizija NOVJ-a
33. hrvatska (moslavačka) divizija NOVJ-a formirana je po naredbi Vrhovnog štaba NOV i POJ 19. siječnja 1944. godine u Koprivnici od Prve i Druge moslavačke brigade, jačine 1665 boraca. Pod njezinim zapovjedništvom bili su do 14. ožujka Bjelovarski i Moslavački partizanski odred. Bila je u sastavu Desetog korpusa NOVJ i operirala u području Hrvatskog zagorja, Kalnika i Moslavine.

## Borbeni put divizije
Vodila je borbe protiv Wehrmachta, ustaša i domobrana, povremeno napadala neprijateljska uporišta i rušila komunikacije na pravcima: Dugo Selo – Banova Jaruga, Dugo Selo – Križevci i Križevci – Bjelovar. Njezine postrojbe su 28. siječnja zauzele Sveti Ivan Žabno, 30. siječnja odbile napad ustaša kod Grabrovca i 31. siječnja kod Rovišća; 31. siječnja i 1. veljače porušile su prugu između Žabljaka i Sv. Ivana Žabno u dužini od oko 15 km, telegrafsko-telefonske stubove na cijeloj relaciji i tri mosta; 6. veljače vodile su borbe kod Velikih Zdenaca (blizu Daruvara), 20. veljače kod Dapca, 25. veljače kod Lipovca; 26. veljače napale iz zasjede njemačku kolonu kod Srpske Kapele, a 14. ožujka između Hercegovca i Ladislava domobrane; 4. ožujka su kod Rovišća uništile kompoziciju transportnog vlaka, obustavile promet na 50 sati, 18. ožujka vodile su borbu kod Bršljanice i Rogože, a 22. ožujka kod Ladislava. Krajem ožujka njezina Druga brigada upućena je u područje Oborovo – Preseka da prihvati oružje i materijal koji je pristizao iz Banije. Kod Oborova 29. ožujka su ju napale i opkolile jake njemačke i domobranske snage. Poslije teške borbe i uz velike gubitke, brigada se probila u Moslavinu.
Dok je njezina Prva brigada vodila borbe u Hrvatskom zagorju i Kalniku od trtavnja do sredine svibnja 1944., Druga brigada je operirala u Moslavini i zapadnom dijelu Bilogore. Divizija je 1. svibnja neuspješno napala Sv. Ivan Žabno i 7. svibnja Rovišće. Njene postrojbe sudjelovale su u napadu na Kloštar Ivanić 15. svibnja i Nartu 25. svibnja. One su 10. lipnja između Ivanić-Grada i Prečeca porušile prugu, 12. lipnja između Vrbovca i Gradeca, a 21. lipnja između Ivanić-Grada i Strineca, 15. lipnja odbile su napad Nijemaca, ustaša i domobrana u blizini Ladislava, i 17. lipnja kod Velikog i Malog Pašijana, Zdenčaca, Velike i Male Mlinske. Poslije trodnevnih borbi sa dijelovima Prve kozačke konjičke divizije i domobranske Prve gorske pukovnije, 33. divizija se 24. lipnja povukla u pravcu Bilogore. Od 27. lipnja do 2. srpnja sa 32. i 28. udarnom divizijom odbila je napad ustaško-domobranskih snaga na Kalniku i Podravini.
U srpnju i kolovozu njezine postrojbe srušile su željezničku prugu Križevci – Dugo Selo i Križevci – Bjelovar; 21./22. srpnja vodile su borbe kod Kloštar Ivanića, a 23. kolovoza kod Ivanske; 10. kolovoza oslobodile su Dubrovčak i Mahovo. U Popovcu (kod Čazme) formirana je 25. rujna brigada „Miloš Obilić“ (kasnije nazvana „Nikola Demonja“), kao njezina Treća brigada. Od rujna do kraja prosinca 1944. operirala je u Podravini i bjelovarskom okrugu. U Podravskoj operaciji 5. listopada oslobodila je Kloštar (kod Virovitice), noću 11./12. listopada Novigrad Podravski, 8. listopada odbila napad ustaša kod Kloštra, dok je noću 30./31. listopada napala njemačku posadu u Šumećanima. Dana 3. studenog napala je i razbila dijelove Petog ustaškog zdruga kod Borovljana i oslobodila Hlebine, 6. studenog vodila borbe kod Sv. Ivana Žabno, 7./8. studenog zauzela Brckovljane, Božjakovinu i Donji i Gornji Gradec, 13./14. studenog Šumećane, 16. studenog Peteranec, 20. studenog Marču, 2. prosinca Donji Gudovac i Veliko Korenovo, a 7./8. prosinca Batinu i Husain. Divizija je 7./8., 16./17. i 18./19. studenog porušila prugu Banova Jaruga – Dugo Selo i Sv. Ivan Žabno – Križevci 29./30. studenog. Krajem prosinca imala je 4034 borca, naoružana sa 1693 puške, 247 automata, 180 puškomitraljeza, 15 minobacača, 7 protutenkovskih pušaka i 14 bacača „John Bull”.
U siječnju 1945. u obrani Virovitičkog mostobrana držala je sektor sela Sedlarica, Brzaja, Vukosavljevica, Mali Grđevac; u veljači se borila oko Daruvara i Garešnice (koju je oslobodila 27. veljače), od 8. do 17. ožujka u Moslavini i na području Bjelovara u odbijanju napada njemačkih i ustaško-domobranskih snaga na slobodni teritorij, 18. ožujka oslobodila je Tomaš, a 22. ožujka odbila napad neprijateljskih snaga kod Velikog Grđevca, Pavlovca i Velike Jasenovače. Poslije uspješnih borbi protiv ustaša i domobrana kod Palancana 28. ožujka, Jakšića 17. travnja i Međurića 19./20. travnja, 33. divizija sudjelovala je u borbama za konačno oslobođenje Moslavine i Bilogore.